# Pierre coquillière

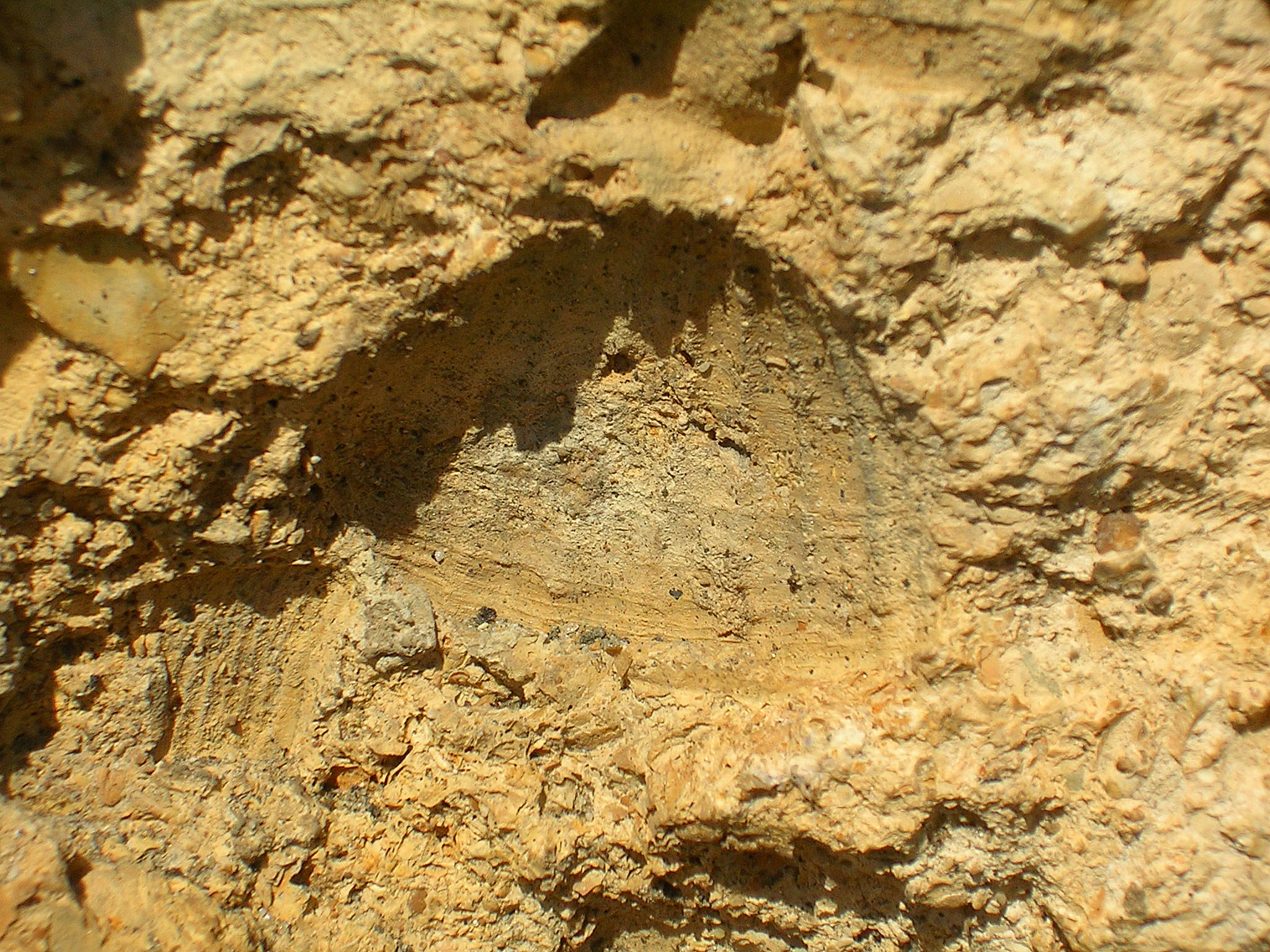
Pierre coquillère

La pierre coquillière est une roche sédimentaire qui contient des coquilles fossiles.

## Présentation
Cette pierre à faluns est présente dans le sous-sol du département français des Landes et du Caucase. Des coquillages fossilisés des mers tertiaires y sont incrustés, de même que des dents de requins ou des vestiges d'animaux disparus. Elle présente la particularité d'être friable et très résistante aux attaques du temps, en gardant une belle teinte dorée. De ce fait, elle reste très appréciée des carriers pendant des siècles.

## Construction
En provenance des carrières montoises de Caoussehourg, du Manot, de Fatigue et du Crouste, mais aussi de celles toutes proches d’Uchacq, cette pierre sert à la construction des bâtiments anciens : maisons romanes fortifiées de Mont-de-Marsan, donjon Lacataye, remparts de Mont-de-Marsan, maison de l'éclusier de Mont-de-Marsan.

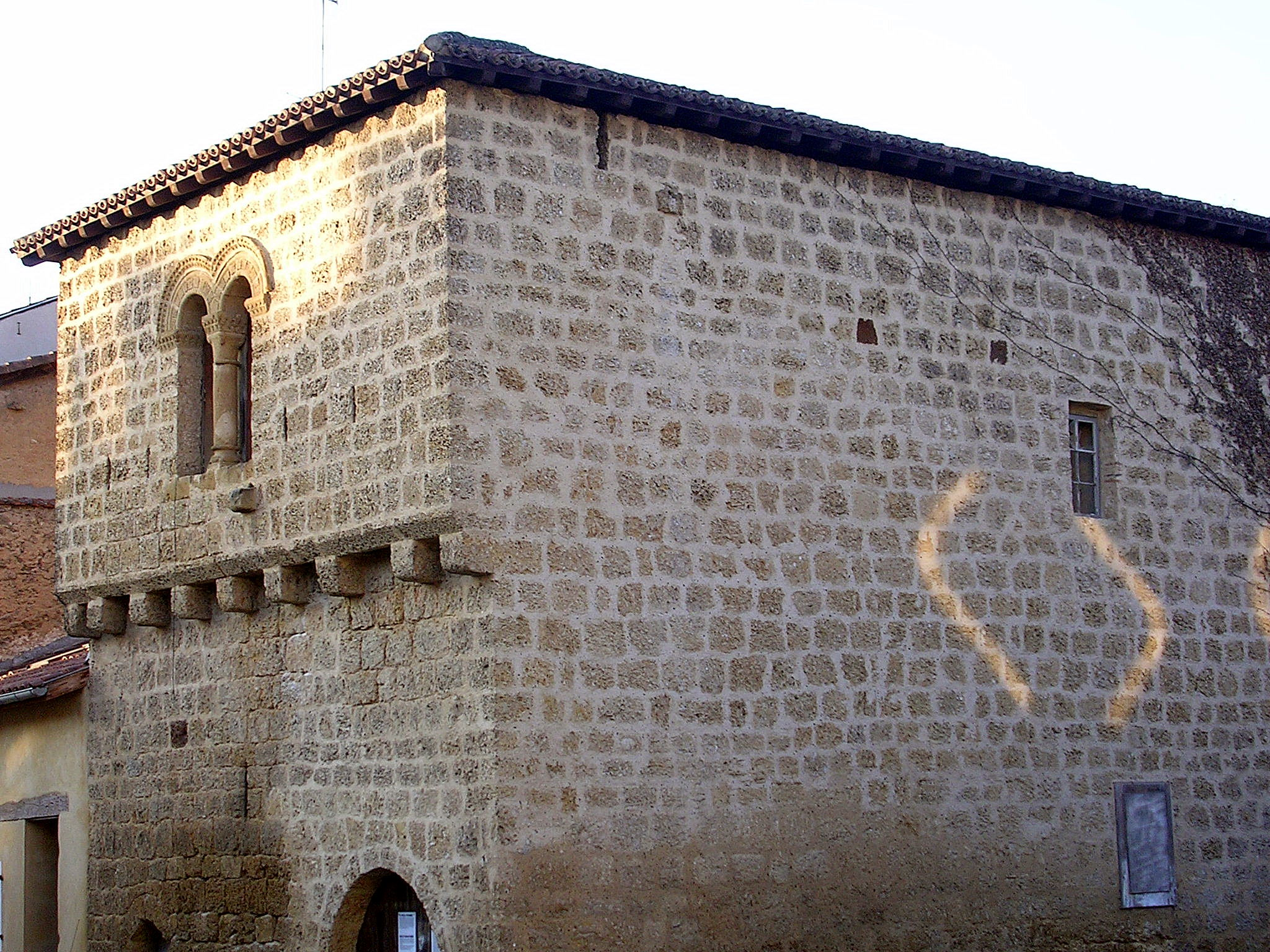
Maison forte romane à Mont-de-Marsan
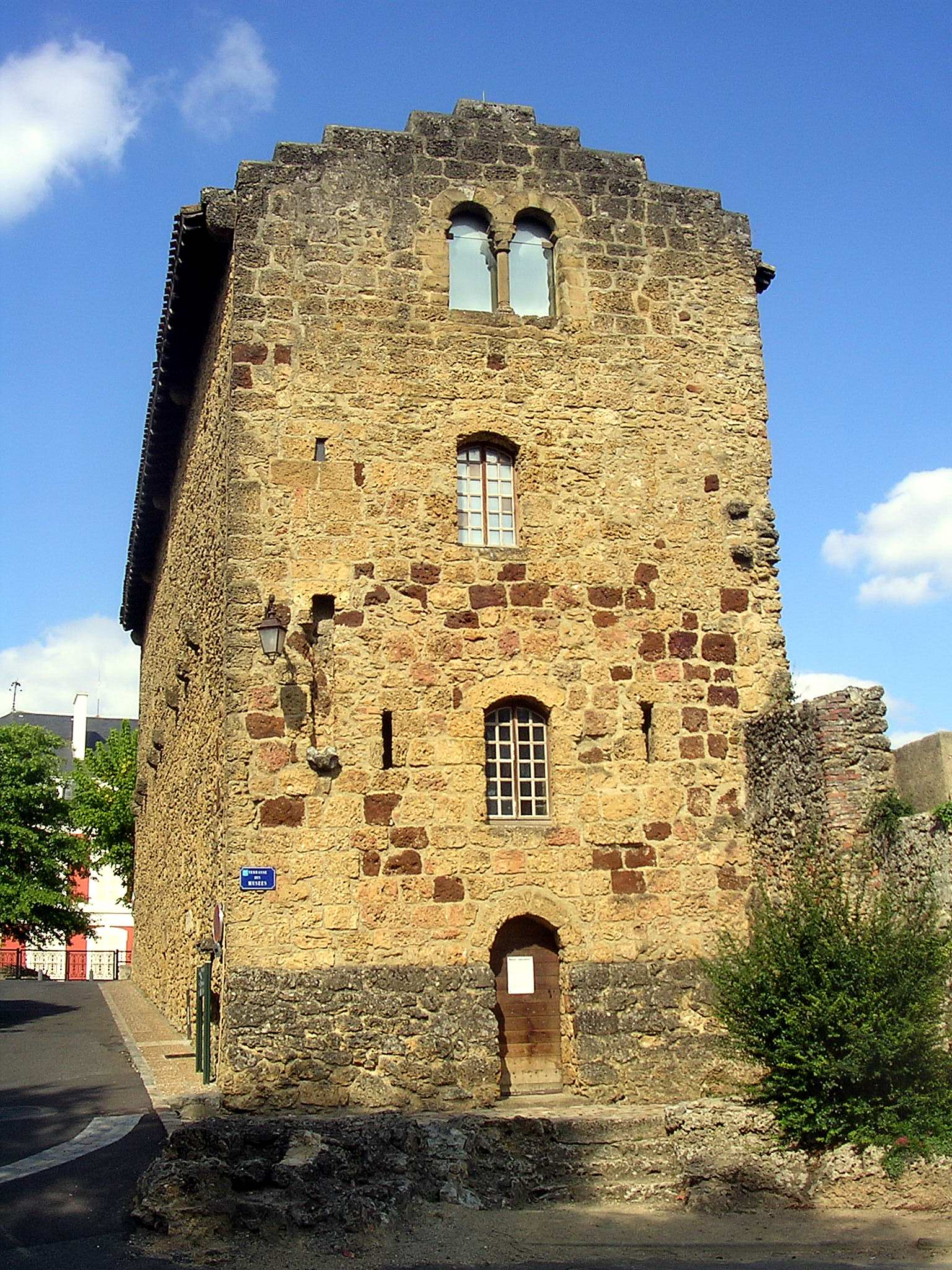
Maison romane hébergeant le musée Dubalen
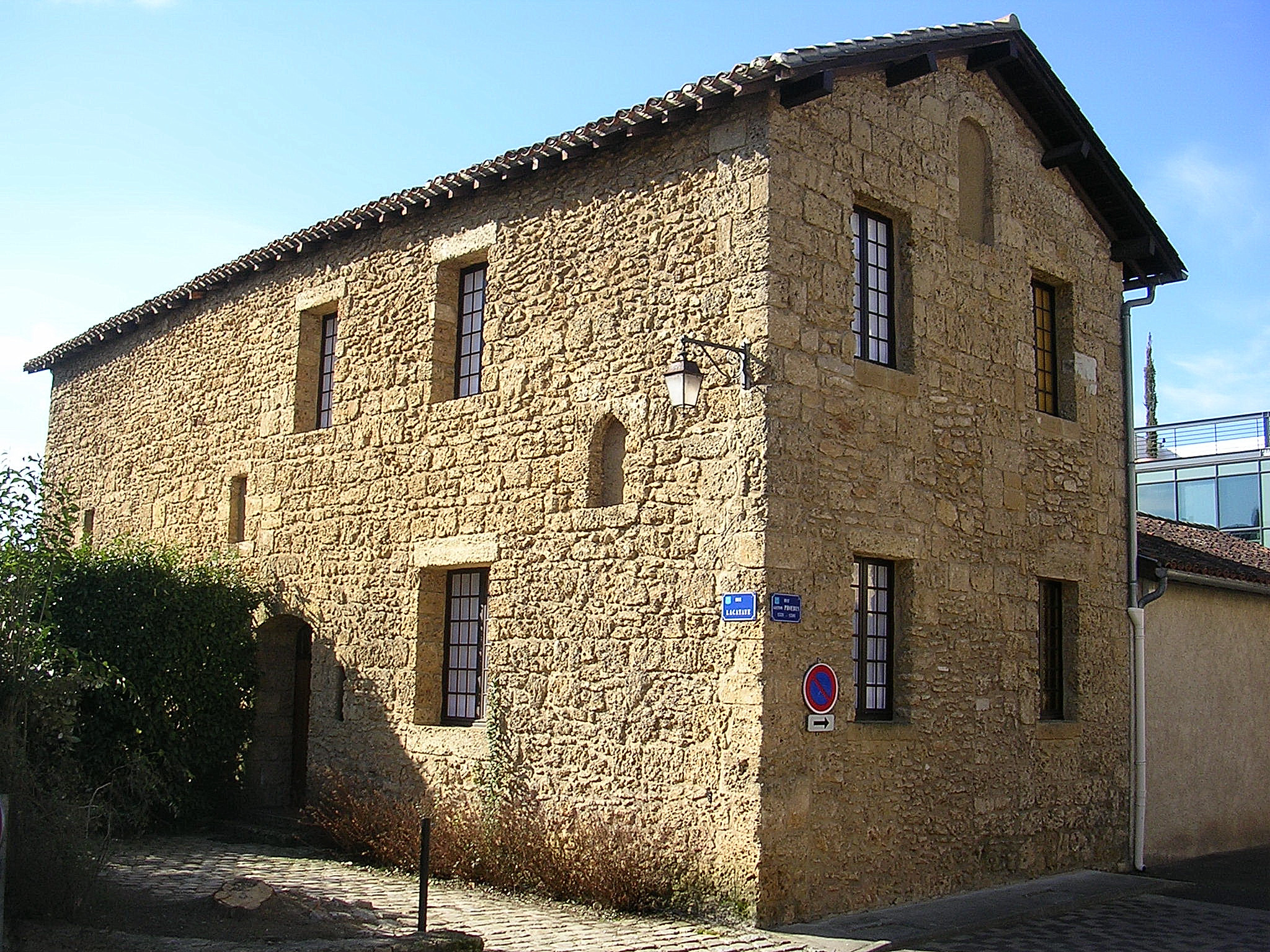
Maison romane rue Lacataye
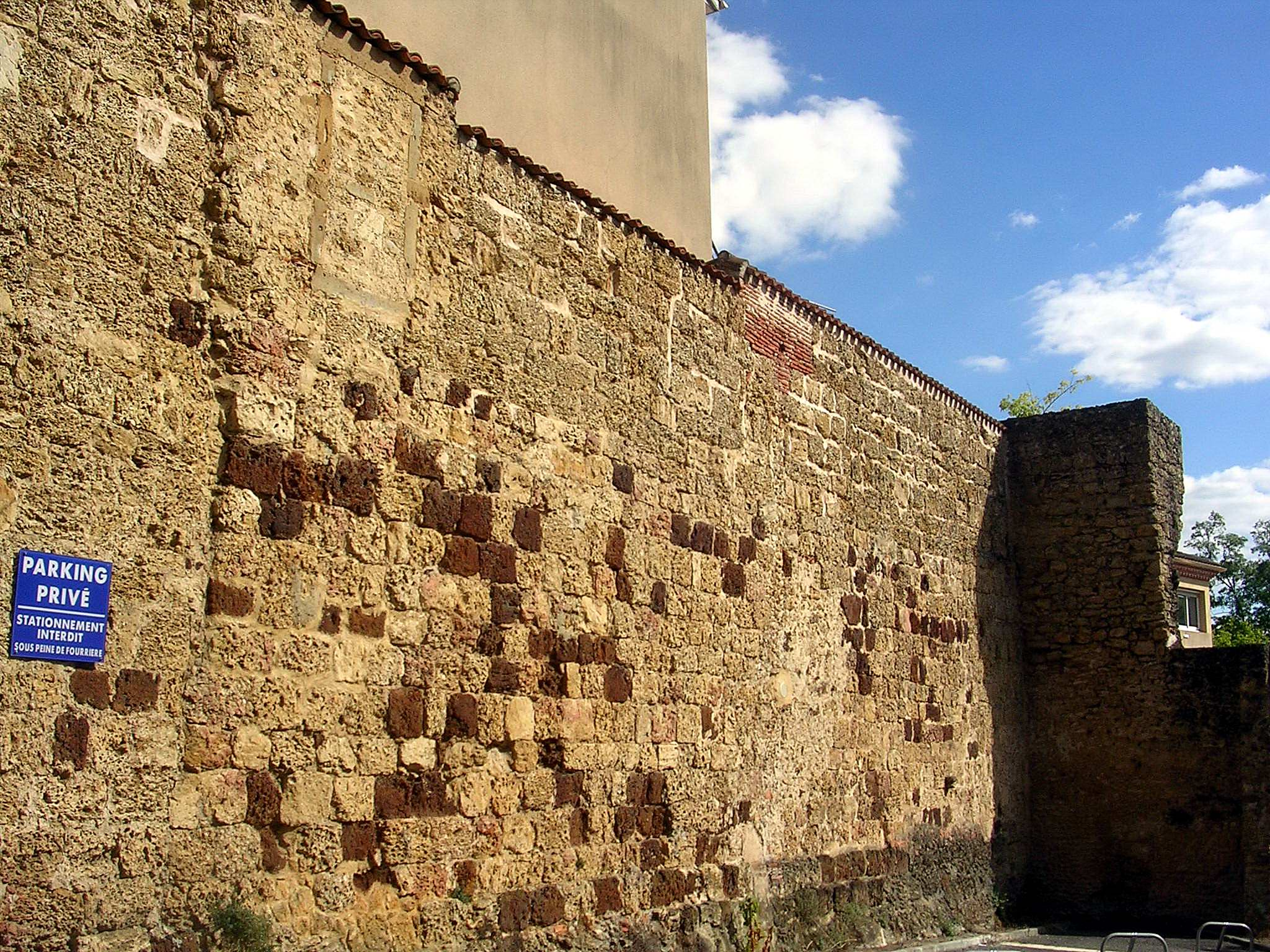
Section de mur des remparts de Mont-de-Marsan
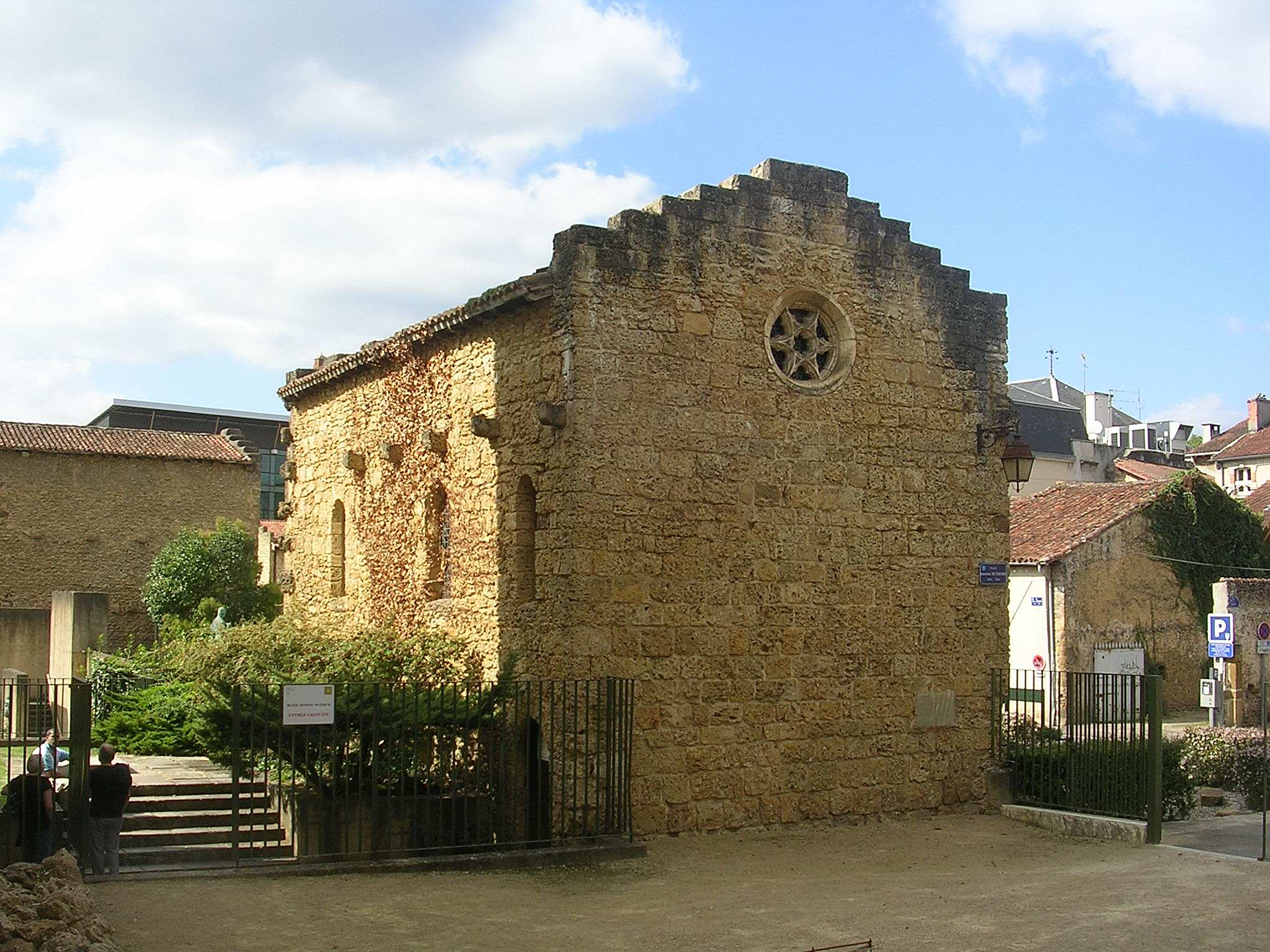
Ancienne chapelle romane de Mont-de-Marsan
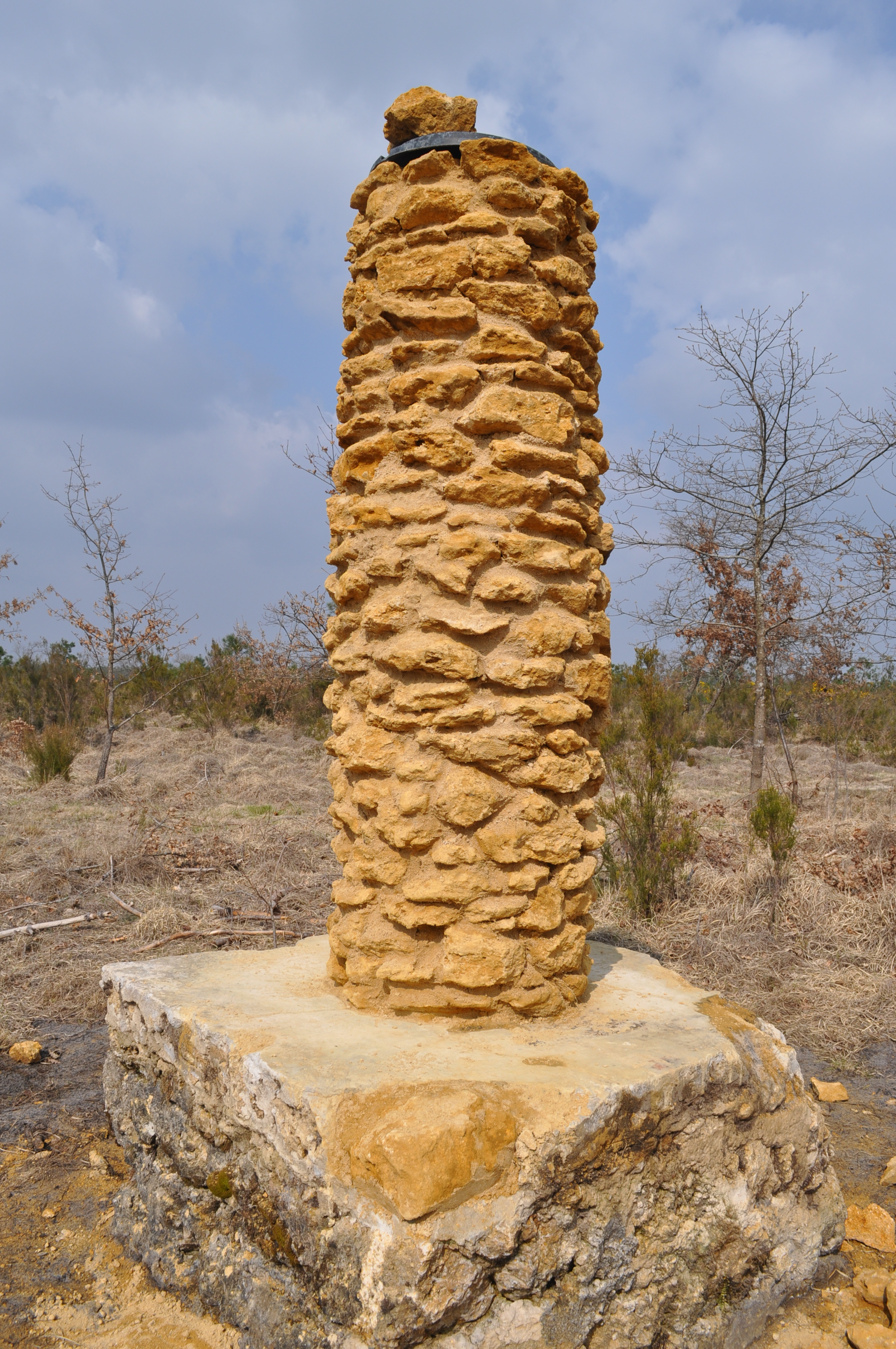
Borne de la « Sauveté du Garbachet » à Brocas